# 胞子嚢穂
胞子嚢穂（ほうしのうすい、胞子囊穂、英: strobilus, pl. strobili、または strobile）は、維管束植物（多胞子嚢植物）の胞子体が形成する、胞子葉が栄養葉と混生せず円錐形の穂状に集合した構造である。典型的な胞子嚢穂では、胞子葉が分枝しない有限成長性の軸の周りにつく。
英語やラテン語の strobilus という語は古代ギリシア語の男性第二変化名詞 στρόῑλος (stróbīlos) に由来する。この語は狭義にはシダ植物や裸子植物などの、被子植物を除く維管束植物の円錐形をした生殖器官に用いられるが、広義にはカナムグラやカバノキ科などの被子植物が持つ、尾状花序が成熟してできた胞子嚢穂に似た複合果（ストロビル）に対しても用いられる。

## 進化
ホルネオフィトン Horneophyton やリニア属 Rhynia の化石記録から、胞子嚢の獲得は葉の獲得より先に起こったことが分かっている。このころの胞子嚢は軸性 (cauline) 構造で、軸に頂生または側生していた。デボン紀の前裸子植物であるアネウロフィトン類でも胞子嚢は頂生であった。
胞子嚢穂は多胞子嚢植物の多くの群で独立して獲得された。現生の小葉植物、トクサ類、そして種子植物の多くに見られるが、シダ類では稀である。現生の多くの群では胞子嚢穂は胞子葉が集合して形成されている。胞子嚢穂を構成する胞子葉は、小葉類では明らかに変形した小葉である。それに対し、種子植物の胞子葉は恐らく非常に変形した大葉であると考えられている。トクサ類では、胞子葉は退化した枝となっている。
初期の化石大葉植物のうち、種子植物や大葉シダ植物のステムグループを除いた群では、例えばプシロフィトン Psilophyton のように、典型的には胞子嚢は頂生する小さな塊として形成されるが、ときたま胞子嚢穂が形成されるものもあった。
多胞子嚢植物で胞子嚢穂が何度も獲得されたり欠失したりしたという現象は十分に解明されていないが、発生途中の胞子嚢の栄養要求性、胞子形成の時間的制御、小胞子と大胞子の放出の制御、胞子や発生中の胚の保護、そして恐らく頂端分裂組織の発生運命の決定などを含む構造的な制約などの機能的要因に関係していると考えられている。

## 性

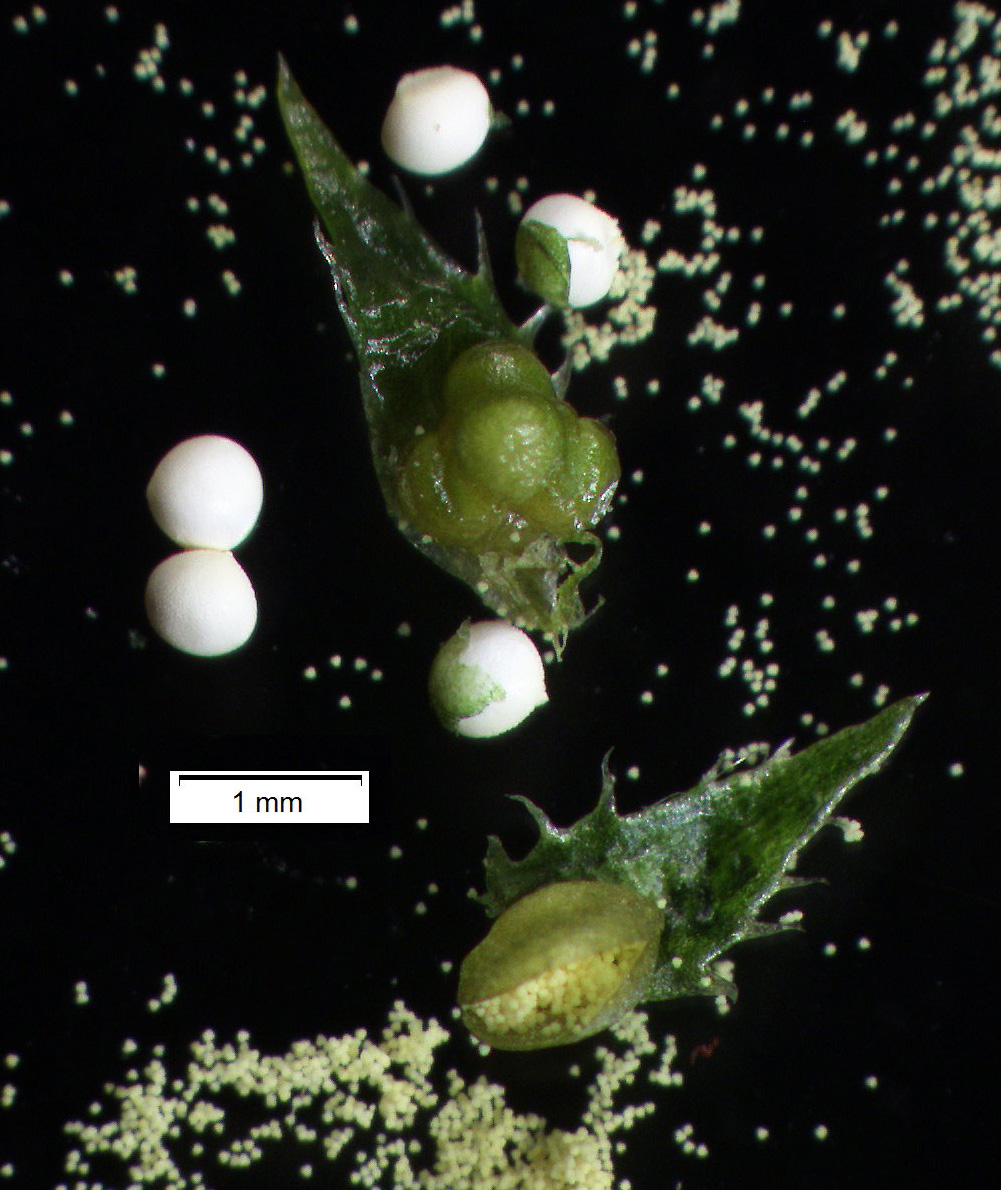
コケスギラン の大胞子（白）と小胞子嚢から出る小胞子（黄）

胞子を形成する植物には同形胞子性（どうけいほうしせい、同型胞子性、homospory）のものと異形胞子性（いけいほうしせい、異型胞子性、heterospory）のものがある。同形胞子性の植物は1種類の胞子を形成し、これは同形胞子（どうけいほうし、homospore）と呼ばれる。同形胞子性の植物は両性配偶体を形成し、精子と卵細胞の両方を作る。
異形胞子性の植物では雌雄により、雌性配偶体を生じる大胞子 (megaspore、雌性胞子) と雄性配偶体を生じる小胞子 (microspore、雄性胞子) の2種類の異形胞子（いけいほうし、heterospore）を形成する。それぞれが大胞子嚢と小胞子嚢と呼ばれる別の胞子嚢（異形胞子嚢）から生じる。
大胞子嚢と小胞子嚢は1つの胞子嚢穂に形成されるものもあるが、別々の胞子嚢穂を作ることもある。
前者のように、大胞子嚢（胚珠）と小胞子嚢が同一の胞子嚢穂に形成されることを両性胞子嚢性（りょうせいほうしのうせい、bisporangiate）といい、そういった胞子嚢穂を両性胞子嚢穂（りょうせいほうしのうすい、bisexual strobilus）という。
それに対し、後者を単性胞子嚢性（たんせいほうしのうせい、monosporangiate）と呼ぶ。裸子植物の多くは単性胞子嚢性である。単性胞子嚢性の胞子嚢穂の場合、大胞子嚢を付ける胞子嚢穂は大胞子嚢穂（大胞子囊穂、だいほうしのうすい、megasporangiate strobilus, megastrobilus）もしくは雌性胞子嚢穂（雌性胞子囊穂、しせいほうしのうすい、female strobilus）と呼ばれる。小胞子嚢を付ける胞子嚢穂は小胞子嚢穂（小胞子囊穂、しょうほうしのうすい、microsporangiate strobilus, microstrobilus）または雄性胞子嚢穂（雄性胞子囊穂、ゆうせいほうしのうすい、male strobilus）と呼ばれる。

## 単体胞子嚢穂と複合胞子嚢穂
胞子嚢穂が1つのシュートから構成されている場合、単体胞子嚢穂（たんたいほうしのうすい、sinple strobilus）と呼ばれる。それに対し、シュートに腋生する複数のシュートを含んでいる場合、複合胞子嚢穂（ふくごうほうしのうすい、compound strobilus）と呼ばれる。小葉植物やトクサ類の胞子嚢穂、針葉樹類のほとんどの雄性胞子嚢穂（雄球花）は単体胞子嚢穂であるが、ベネチテス類の胞子嚢穂や針葉樹類の雌性胞子嚢穂（球果）、イチイ科の雄性胞子嚢穂は複合胞子嚢穂である。
形態学的には、単体胞子嚢穂は被子植物における1個の花、複合胞子嚢穂は花序に相当すると考えられる。

## 小葉植物
小葉植物では、分類群により様々な発達段階の胞子嚢穂を形成する。小葉植物の胞子嚢は、1個の胞子葉に対しその葉腋や向軸側基部に付着する。胞子嚢は真嚢性で、一群の表皮細胞が並層分裂することによって生じる。
ゾステロフィルム類では、胞子嚢は胞子嚢穂として集合するが、一般的に小葉や胞子葉は欠いており、"naked strobili" という状態で、これが祖先形質であると考えられる。ゾステロフィルム類のバリノフィトン類は異形胞子性で、裸の軸に胞子嚢が軸先端の片側だけに2列に並ぶ胞子嚢穂を作った。
デボン紀のヒカゲノカズラ類（ドレパノフィクス目）では、顕著で密な胞子嚢穂は分化しなかった。

### ヒカゲノカズラ科
ヒカゲノカズラ科は同形胞子性で、これは祖先形質であると考えられている。ヒカゲノカズラ科の多くの種ではシュートの先端に胞子嚢穂を形成する。明瞭な胞子嚢穂を作る群では、胞子葉は大きさや形、色が栄養葉と異なり胞子嚢を保護し胞子を分散するのに特殊化した構造となっている。ヒカゲノカズラ亜科の胞子嚢穂には柄があり、総梗（そうこう）と呼ばれる。ヒカゲノカズラ Lycopodium clavatum のように胞子嚢穂をつけるシュートが分枝する場合、複数の胞子嚢穂を繋ぐ柄を小梗（しょうこう）という。ミズスギなどでは胞子葉の背軸に突起を持ち、やや楯状になる。多くの種では小葉の向軸側の表面に胞子嚢を形成する。葉は重なり合い、裂開は胞子葉とその上の胞子葉の背軸突起の間にできる。
コスギラン属 Huperzia やヨウラクヒバ属 Phlegmariurus の多くは明瞭な胞子嚢穂は形成せず、栄養葉の領域と交互に出現する胞子嚢の集まった領域を作る。その領域にある栄養葉は他の領域の普通葉と形態や配列に差はない。こういった種の胞子嚢は葉に腋生し、胞子葉の長軸に対して縦方向または横方向に裂開する。フィログロッスム属では、乾季にはプロトコムの状態で休眠し、乾季が終わると茎頂分裂組織から葉を数枚形成したのち胞子嚢穂を伸長させる。

### 有舌類
ほとんどの有舌類は異形胞子性であるため、胞子嚢には大胞子嚢と小胞子嚢の区別がある。また、胞子葉の上面には小舌がある。このうちミズニラ科では全ての葉が潜在的に胞子葉となるため、胞子嚢穂は形成しない。
イワヒバ科では、明らかな胞子嚢穂が形成される。イワヒバ科の胞子嚢穂は側枝の頂端に生じるが、種によっては胞子嚢穂の頂端分裂組織が分裂組織としての活性を維持し、そこからさらに栄養葉を作る場合もある。胞子葉は栄養葉とあまり顕著な形態の差はなく、胞子葉同士も似ており4列に並んで配置される。胞子葉には1個の成熟した胞子嚢を伴い、普通葉腋に形成される。大胞子嚢と小胞子嚢が別の胞子嚢穂に形成される場合もあるが、普通は両性胞子嚢性で同じ胞子嚢穂に形成される。不規則に混在する場合もあれば、胞子嚢穂の上部に小胞子嚢、下部に大胞子嚢が形成されることもある。一般的な配列では、4列の胞子嚢のうち隣り合った2列が大胞子嚢、残りの2列が小胞子嚢となる。大胞子嚢には4個の大胞子が、小胞子嚢には多数の小胞子が形成される。
パウロデンドロン Paurodendron では、小胞子嚢と大胞子嚢をもつ胞子嚢穂が茎についている化石が見つかっている。
リンボク目の胞子嚢穂は単性胞子嚢性のものも両性胞子嚢性のものも知られている。レピドストローブス Lepidostrobus には両型のものが知られ、両性胞子嚢性の胞子嚢穂には多数の小胞子を含む小胞子嚢が上部に、少数の大胞子を含む大胞子嚢が下部に生じた。胞子嚢の位置はヒカゲノカズラ科やイワヒバ科と同じく1個の胞子嚢が胞子葉の向軸側に配置された。レピドカルポン Lepidocarpon は単性胞子嚢性で、胞子嚢に配偶体を内含した大胞子が1個だけ機能する状態で、種子と同様の機能を持っていた。後期デボン紀の Spencerites insignis では、胞子葉がやや楯状となった。

## 大葉シダ植物

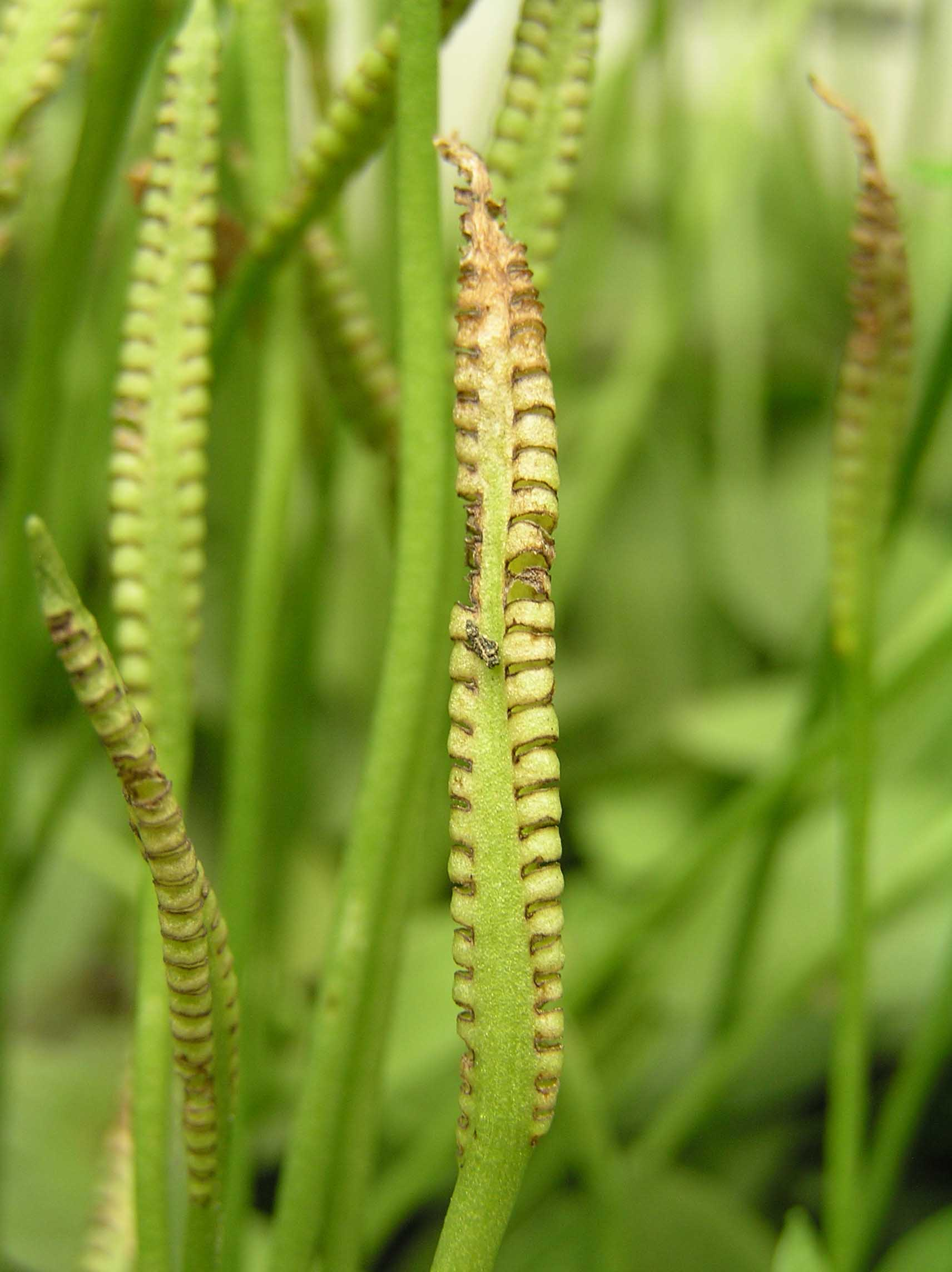
ヒロハハナヤスリ の胞子嚢穂。

大葉シダ植物の多くは、普通葉の一部に胞子嚢を付けるか、1個の葉が光合成を放棄し専ら胞子嚢を付ける胞子葉となることで生殖器官を形成する。シダ類のうち、ハナヤスリ目とゼンマイ目の一部では、"naked strobili" の状態の胞子嚢穂を有するが、これは退化によるものであると考えられている。

### トクサ類
トクサ類は明瞭な胞子嚢穂を形成する。トクサ類の胞子嚢穂は、軸を輪生状に取り巻く胞子嚢床（ほうしのうしょう、胞子嚢托、sporangiophore）とそれに付着する真嚢胞子嚢の集合からなる。胞子嚢床は楯状の構造で、胞子嚢の柄にあたる。
トクサ科は同形胞子性で、胞子嚢穂は輪生する胞子嚢床のみからなる。栄養茎の主軸か側枝に頂生することも、スギナのように特殊化した胞子茎（生殖茎）を形成することもある。何れの場合でも、胞子嚢穂は軸に頂生している。胞子嚢床は円盤状多角体の傘状で、5–10個の胞子嚢がその内側に吊り下がって付着する。胞子嚢床の平らな先端部は互いに密着し、発達中の胞子嚢を保護する。成熟すると胞子嚢穂の軸が伸長して、胞子嚢床が互いに離れる。ある種では、胞子嚢穂の基部にある痕跡的な葉鞘である「つば annulus」により保護される。
ロボク科の胞子嚢穂は側枝に頂生し、中にはカラモカルポン Calamocarpon のように異形胞子性のものも見られた。Paleostachya では、稔性のない苞の葉腋に胞子嚢穂は密接に配置された胞子嚢床が輪生しており、カラモスタキス Calamostachys では、胞子嚢床と不稔の苞が交互に輪生していた。異形胞子性のロボク類では、大胞子嚢にただ1つの大胞子を含む種も知られる。Kallostachys scottii では、苞の背軸側に胞子嚢が付着した。アルカエオカラミテス Archaeocalamites の胞子嚢穂としてポトキテス Pothocites などが知られ、同形胞子性で胞子外壁に層状構造を持っていた。
スフェノフィルム類では、輪生する胞子嚢床と輪生する苞が交互に繰り返される構造の胞子嚢穂を形成した。一般に、苞あたり1–2個の胞子嚢床があり、苞の向軸面に様々な程度で癒合していた。ボウマニテス Bowmanites や Sphenostrobus などの器官属が知られる。ボウマニテスの胞子嚢穂は輪生する細い苞が基部で互いに癒合して皿状となり、葉の先端部が上向きに折れ曲がってさらに上の節に輪生する苞と重なり合う。
プセウドボルニア類の胞子嚢穂は植物体上部の第1段階の枝に頂生した。胞子嚢穂には、先端が曲がって2つの部位に分かれた胞子嚢床と苞が輪生する。胞子嚢床には約30個の頂生の胞子嚢をつけた。
胞子嚢床に苞を持つロボク科などの胞子嚢穂と苞を欠くトクサ科の胞子嚢穂が等価なのかは議論がある。ロボク科の胞子嚢穂が極端に縮小して苞を消失し、トクサ科のものになったという考えのほか、胞子嚢床と苞が相同で、稔性がある胞子葉が変形して稔性をもつ胞子嚢床と不稔となった苞になったとの考えがある。テローム説においては、トクサ属の胞子嚢床は1群の胞子嚢の柄が折れ曲がり（倒生反曲 anatropous recurvation）、その基部が引き続いて癒合してできたと解釈されていた。

### ハナヤスリ類
ハナヤスリ科では、栄養葉（担栄養体）の向軸側に胞子葉（担胞子体）が立体的な配置でつき、1本の共通柄（担葉体）により支えられる構造の葉を持つ。担胞子体は棒状（単生）または穂状（分岐）で、胞子嚢の集合した部分は胞子嚢穂とも呼ばれる。胞子嚢は真嚢性で、同形胞子性である。

## 種子植物
種子植物の祖先である前裸子植物で異形胞子化が起こり、現生の種子植物は全て異形胞子性である。
現生裸子植物では、小胞子嚢が小胞子葉の背軸側に形成され、恐らく共有派生形質ではないかと考えられている。裸子植物の胞子嚢穂の多くは球花（きゅうか）とも呼ばれる。裸子植物は大部分が同株異花性 (monoecious) で、群によっては雌雄異株のものも見られる。

### ソテツ類
ソテツ類は雌雄異株で、小胞子嚢穂と大胞子嚢穂は別の植物体に生じる。胞子嚢穂は茎の先端に頂生する。ソテツ類の胞子嚢穂は球花とも呼ばれ、ザミア科では球果と呼ばれることもある。ソテツ類の小胞子嚢は小胞子葉の背軸側、胚珠は大胞子葉の側方に形成される。
ソテツ属を除く現生ソテツ類（ザミア科）では、胞子嚢穂は両性とも有限成長するまとまった球果状構造を形成する。ディオーン属 Dioon では、球果の基部に側生する新しい栄養分裂組織が成長し、次の樹冠を形成する仮軸分枝を行う。現生ザミア科のエンケファラルトス属 Encephalartos、ディオーン属、マクロザミア属 Macrozamia のいくつかの種が持つ大胞子嚢穂が既知の大胞子嚢穂の中で最も大きい。エンケファラルトス属の大胞子嚢穂には40 kg（キログラム）のものが知られ、Macrozamia denisoni では長さ60 cm（センチメートル）、基部の直径30 cm、25–30 kg の大胞子嚢穂が知られている。
ソテツ属 Cycas では羽状中裂する大胞子葉が形成され、頂芽の茎頂を包む比較的疎な大胞子嚢穂（雌球花）を形成する。小胞子嚢穂（雄球花）は他の属と同様に有限成長する密に詰まった球状の胞子嚢穂を形成する。

### イチョウ類
イチョウ類は雌雄異株で、小胞子嚢穂と胚珠が別の植物体に形成される。イチョウの雄株では稀に、一部が雌化して胚珠を付ける突然変異体も見つかっている。小胞子嚢穂（雄性胞子嚢穂）は pollen cone とも呼ばれる。
イチョウの小胞子嚢穂は短枝上の芽鱗や普通葉の腋に生じる。疎な尾状花序状の構造をなし、主軸に多数の小胞子嚢托と呼ばれる付属体が付着している。この付属体は吊り下がった2(–4)個の小胞子嚢を先端に産する。小胞子嚢は真嚢性である。
雌性生殖器官は小胞子嚢穂と同様に短枝の葉腋に生じ、胚珠柄（珠柄、peduncle）の先に2個の胚珠を並んで付ける。この雌性生殖器官は雌性胞子嚢穂と呼ばれることもある。突然変異体であるオハツキイチョウ Ginkgo biloba var. epiphylla では、葉上に胚珠が形成されるほか、1つの雌性胞子嚢穂が分枝し、2個以上の胚珠を形成することもある。化石イチョウ類であるギンコー・アポデス Ginkgo apodes では分枝しない短い胚珠柄を持ち、先端に3–6個の胚珠を付けていた。ギンコー・イマエンシス Ginkgo yimaensis では、3–4本に分枝した胚珠柄を持っており、先端に1個の胚珠を付けていた。イマイア・レクルバ Yimaia recurva（イマイア属）では1つの柄の先端に8–9個の胚珠を付けた。そのため、イチョウの2個の胚珠を付ける雌性生殖器官の形態は、化石植物のものから数を減らす進化があったと考えられている。
トリコピティス Trichopitys の生殖枝は腋生で、頂生する胚珠を付けた側枝が主軸についていた。雌性生殖器官は葉柄と同じような軸が数回分枝した先端に裸の胚珠が20個程度ついていた。ただしトリコピティスとイチョウの類縁関係については諸説ある。南アフリカのモルテノ層から得られた雌性生殖器官の化石カンナスコッピア Kannaskoppia は雄性生殖器官であるカンナスコッピアンタス Kannaskoppianthus と葉化石カンナスコッピフォリア Kannaskoppifolia を伴い、現生のイチョウとの類縁が示唆されている。カンナスコッピアの形状は反り返った杯状で、多くの入り組んだ枝を付ける構造をしており、イチョウ属のものとは大きく異なっていた。

### 針葉樹類

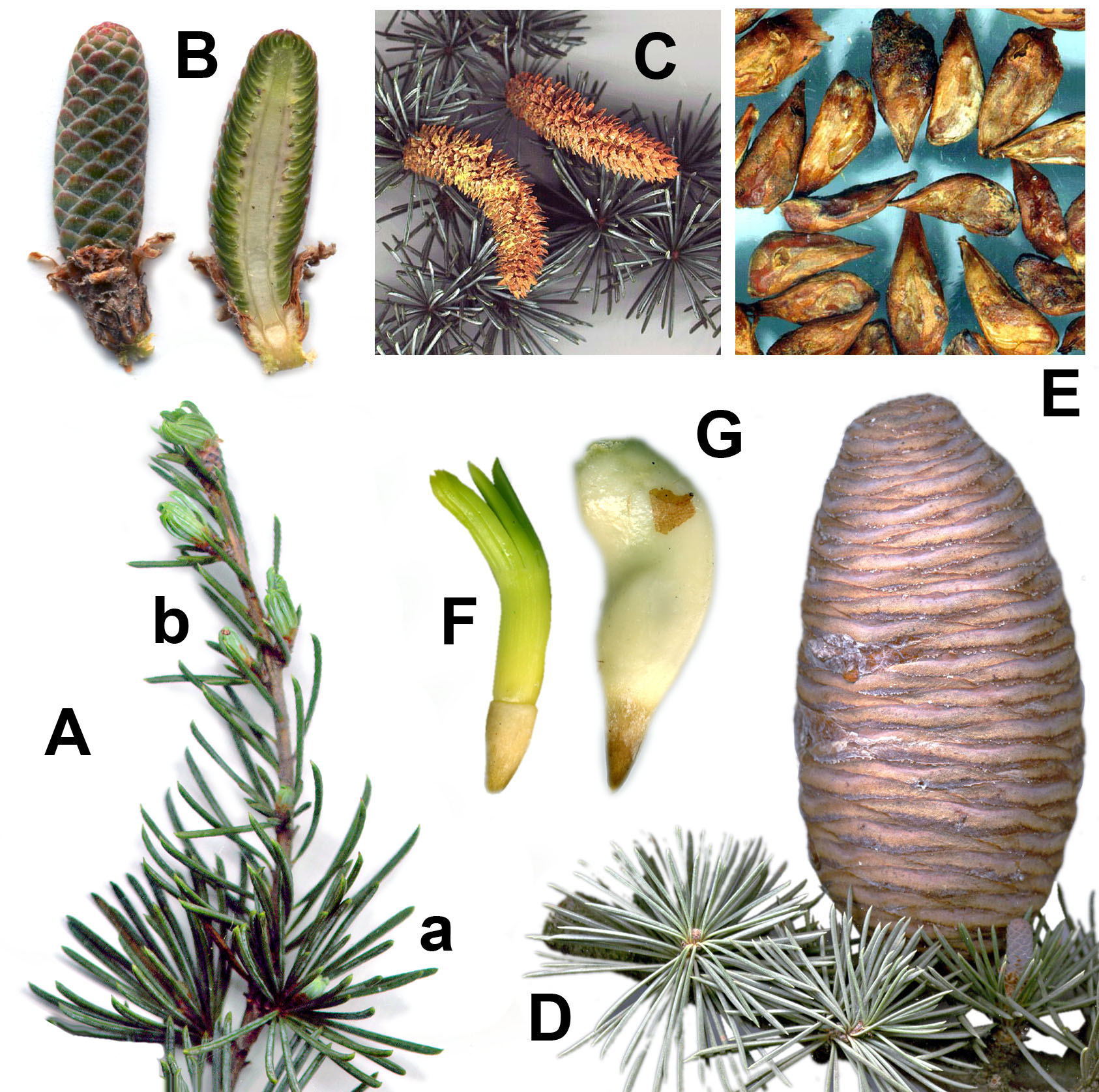
Cedrus atlantica（ヒマラヤスギ属）
A. シュート、B. 雄球花、C. 雄性球果、D.雌性球果、E. 種子、F. 胚、G. 胚乳

針葉樹類（球果植物）では、球果（毬果、きゅうか、cone）と呼ばれる胞子嚢穂を形成する。日本語の球果は特に種子をつけた大胞子嚢穂（雌性球果、seed cone）を指すことが多い。送受粉期の球果は球花と呼ばれ、雌性胞子嚢穂は雌球花（雌性球花）、雄性胞子嚢穂は雄球花（雄性球花、雄性球果、pollen cone）と呼ばれる。現生針葉樹類の多くの属で小胞子嚢と胚珠を併せ持つ両性胞子嚢性球果が報告されているが、上記のような進化過程からも奇形であると考えられている。
雌性球果は複合胞子嚢穂であるのに対し、雄球花は普通、単体胞子嚢穂である。ただし、イチイ科の雄球花は複合胞子嚢穂であると考えられている。
化石裸子植物であるコルダイテス類の胞子嚢穂は現生針葉樹類の球果の祖型であると考えられている。コルダイテス類の胞子嚢穂は螺旋状に鱗片葉をつけるが、雄性胞子嚢穂と雌性胞子嚢穂はそれぞれ別の枝の2列に並んだ苞に腋生する。雄性胞子嚢穂の先端部の鱗片葉の先には4–6個の胞子嚢が付き、雌性胞子嚢穂は鱗片葉と数個の有柄の胚珠を付けた。

### グネツム類
グネツム類では、小胞子嚢穂と大胞子嚢穂がどちらも複合胞子嚢穂であるという共有派生形質を持つ。
マオウ属のほとんどと、ウェルウィッチア属は雌雄異株である。胞子嚢穂はしばしば分枝する。

### ベネチテス類

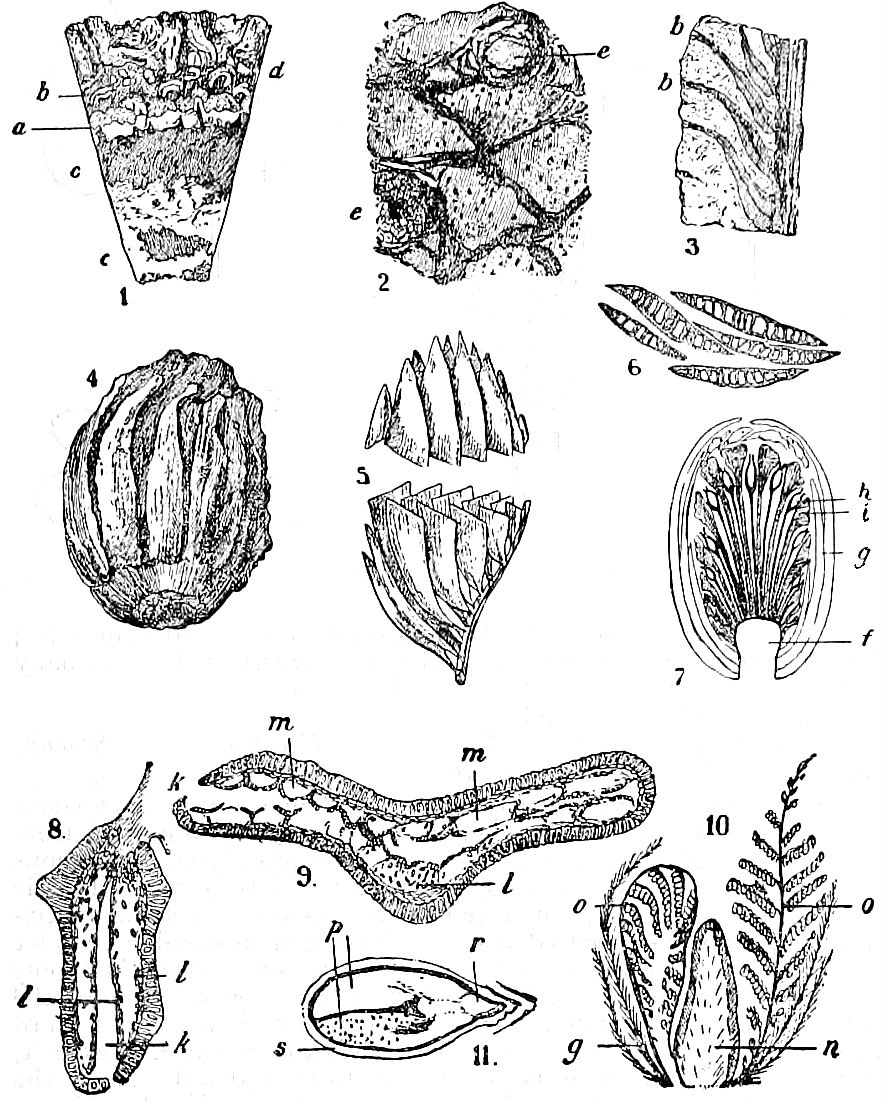
ベネチテス類のスケッチ。
4以外はベネチテス Bennettites
4のみウィリアムソニア
1–3: ベネチテスの茎。
5: 若い葉 6: 鱗片の横断面
7: 雌性生殖器床の縦断面 f: 中央軸, g: 苞, h: 種子と珠柄, i: 種間鱗片
8: 小胞子嚢 9: 単体胞子嚢群の横断面
10: 両性胞子嚢穂 n: 中心にある雌性生殖器床, o: 単体胞子嚢群を付けた小胞子葉, g: 苞
11: 胚珠の縦断面図 p: 子葉, r: 幼根, s: 珠皮

化石裸子植物であるベネチテス類（キカデオイデア類）は単性胞子嚢性または両性胞子嚢性の胞子嚢穂を形成した。ベネチテス類の生殖器官は被子植物の花と形態的にも機能的にもほぼ変わりがない程度に発達しており、この胞子嚢穂は球果と言及されることもある。ベネチテス類は葉の概形や幹の形質がソテツ類に類似しており、かつては近縁であると考えられていた。しかし、近年ではグネツム類との類縁が主張されている。
両性胞子嚢穂は、中央軸に雌性生殖器床（しせいせいしょくきしょう、胞子嚢床、雌性生殖器托、雌性生殖床、receptacle）が頂生し、その外側を小胞子葉群が、その外側を苞葉群が取り囲んでいた。雌性生殖器床、小胞子葉、苞葉はそれぞれ被子植物の雌蕊、雄蕊、花被片に相当し、この胞子嚢穂は被子植物の花とは独立して獲得された相似器官とされる。雌性生殖器床は球形から円錐形をした多肉質の構造で、いくつかの大胞子葉が短縮して癒合した器官であると考えられている。雌性生殖器床は内部で複数の葉跡が順に中央軸から生じ、雌性生殖器床内で分枝しながら表面に伸びていた。表面は多数の有柄胚珠に覆われ、胚珠の間には種間鱗片（しゅかんりんぺん、interseminal scale）と呼ばれる未発達の不稔性の棍棒状器官が点在していた。種間鱗片は退化した胚珠であると考えられている。中心軸のより基部側には小胞子葉が雌性生殖器床を取り囲んで付着した。小胞子葉には単体胞子嚢群 (synangium) が埋め込まれていた。単体胞子嚢群は腎臓形で2弁に分かれ、がま口のように裂開していた。もっとも外側を包む苞は発生の間、保護する役割を持っていたと考えられる。
キカデオイデア科の胞子嚢穂は幹を覆う宿存性の葉基の間に側生していた。キカデオイデア科の胞子嚢穂は両性であった。数百の有柄胚珠と種間鱗片が雌性生殖器床上に位置し、球果状となった。その外側に並ぶ胞子葉は反曲して互いに癒合し、胚珠を持つ雌性生殖器床を取り囲んだ。成熟した小胞子葉は羽状の小さな葉状構造で、各羽片には2列の単体胞子嚢群を生じた。ドーム状の柔組織が包み、小胞子葉は拡がらずにまとまっていたと考えられる。この小胞子葉は互いに集合して閉じたままで花粉を成熟させ、花粉食性の甲虫類が送粉するとされる。
ウィリアムソニア科では、単性胞子嚢性のものも両性胞子嚢性のものも知られる。ウィリアムソニア Williamsonia の胞子嚢穂は単性である。単性生殖器官でも花弁に相当する小型の栄養葉が周囲を包んでいた。ウィリアムソニア科の種子化石は Bennetticarpus、雄性生殖器官の化石は Bennettistemon と呼ばれる。
ウィリアムソニエラ Williamsoniella は両性胞子嚢穂をつけた。ウィリアムソニエラの両性胞子嚢穂は、突出した珠孔を持つ長柄の胚珠とその間に点在する種間鱗片で覆われた雌性生殖器床を持ち、その周りを楔形をした小胞子葉が取り囲み、全体は苞に包まれていた。

### 被子植物

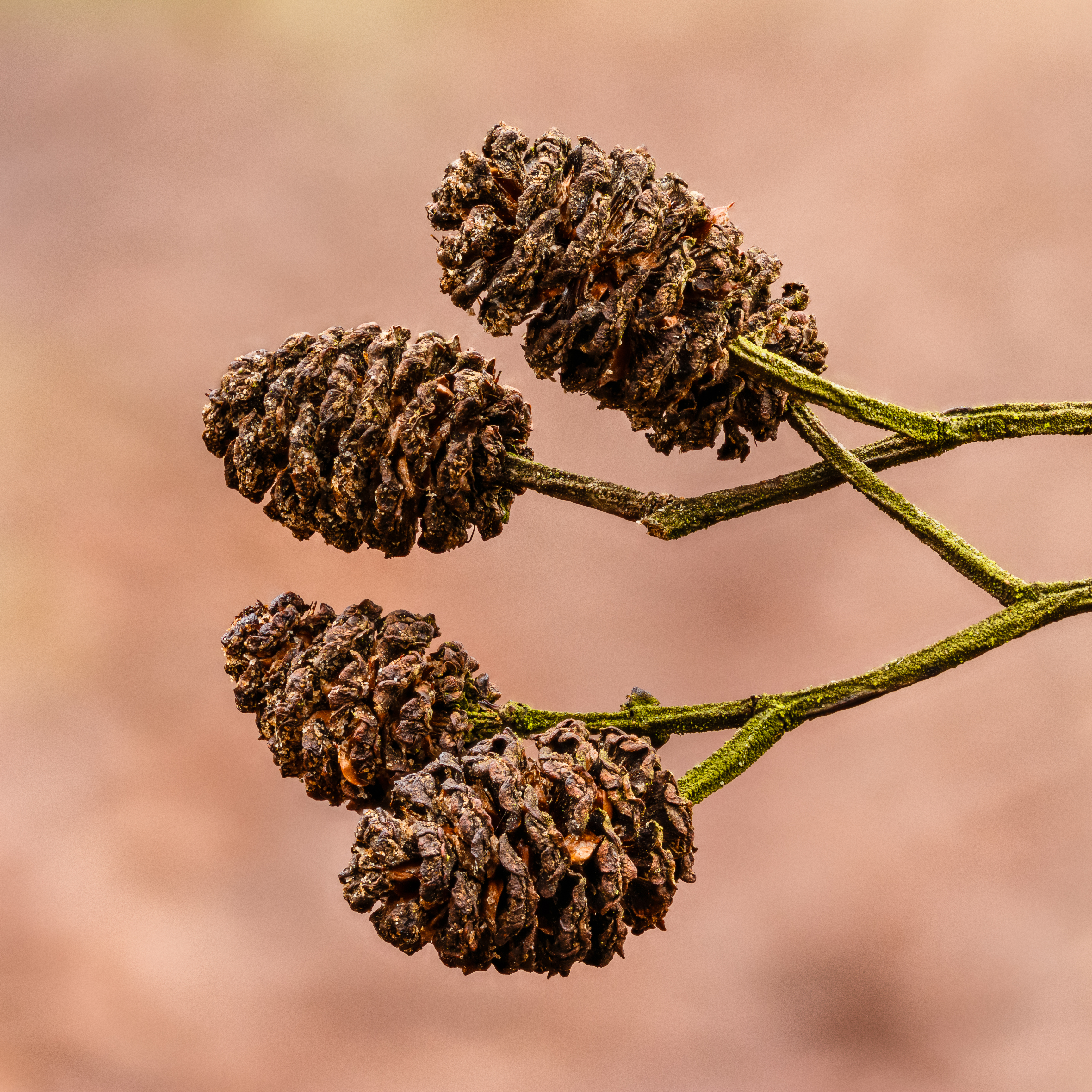
ヨーロッパハンノキ のストロビル。

被子植物の生殖器官は両性胞子嚢穂であり、花（はな、flower）と呼ばれる。花は外側から萼片（sepal）および花弁（petal）と呼ばれる不稔の花葉（花被、tepal）、雄蕊と呼ばれる小胞子葉（雄蕊群、androecium）、雌蕊と呼ばれる大胞子葉（雌蕊群、gynoecium）が並んで形成されている。
ゲーベルによる花の定義では「胞子葉からなるシュート」であり、ツクシやヒカゲノカズラの胞子嚢穂も含んでいた。また、イームスによる花の定義では、「1個の有限の茎頂に胞子葉および普通には不稔の他の付属物が着生したもの」であった。現在の植物学では「花」は被子植物の生殖器官のみを指す用語として扱われることが多い。
複合果の一種であるストロビル (strobilus, strobile) は、尾状花序が変化したものであり、螺生した苞を含む果序全体を指す。螺旋配列した果苞の腋に痩果や小堅果が付く。カラハナソウ属 Humulus、カバノキ属 Betula、ハンノキ属 Alnus、クマシデ属 Carpinus に見られる。モクレン類の持つ多心皮の覆瓦状の蒴果（集合袋果）は円錐形になるが、ストロビルとは呼ばない。